# Plethysmochaeta inornata
Plethysmochaeta inornata är en tvåvingeart som beskrevs av Hibbs och Brown 1997. Plethysmochaeta inornata ingår i släktet Plethysmochaeta och familjen puckelflugor. Inga underarter finns listade i Catalogue of Life.